# المانیا
ال-مانیا یک منطقهٔ مسکونی در فلسطین است.

## خصوصیات
ال-مانیا ۱٬۰۱۲ نفر جمعیت دارد.